# Carronella pellucida
Carronella pellucida (лат.) — вид брюхоногих моллюсков из семейства Flabellinidae отряда голожаберных (Nudibranchia). 
Стройное тело моллюска молочно-белого цвета, длинные цераты малинового цвета с белыми вершинами. Достигает максимальной длины тела 4 см, имеет пару гладких ринофор и ротовые щупальца.
Моллюск обитает на полипах и водорослях в нижней литорали, в Атлантике (вдоль побережья Канады и США до штата Массачусетс), в Ла-Манше и Северном море (Гельголанд).
Основу питания этого вида составляют гидроиды, в основном полипы Eudendrium arbuscula и другие виды рода Eudendrium.

## Синонимы
В синонимику вида входят следующие биномены:
- Coryphella pellucida (Alder & Hancock, 1843)
- Coryphella rutila Verrill, 1879
- Eolis pellucida Alder & Hancock, 1843
- Flabellina pellucida (Alder & Hancock, 1843)